# Xochicalco
Xochicalco is een Precolumbiaanse vindplaats in de gemeente Temixco in het westen van de staat Morelos in Mexico. De naam Xochicalco betekent "Plaats van het Bloemenhuis" in het Nahuatl. De plaats ligt 38 km ten zuidwesten van Cuernavaca. Hoewel het een van de belangrijkste archeologische 'sites' van México is, en met de lijnbus redelijk goed bereikbaar, krioelt het er niet van de toeristen.

## Oude geschiedenis
Het belangrijkste ceremoniële centrum is boven op een kunstmatig afgeplatte heuvel, omringd door nog niet opgegraven gebouwen. De plaats werd bewoond vanaf 200 v.Chr., maar de meeste gebouwen zijn tussen 700 en 1000 gebouwd. Op haar hoogtepunt woonden er naar schatting 20.000 mensen in Xochicalco. Na de val van Teotihuacán was Xochicalco militair de machtigste staat in centraal Mexico. In de tiende eeuw werd Xochicalco verlaten, mogelijk na een oorlog te hebben verloren.
Reliëfs in Xochicalco tonen afbeeldingen van de gevederde slang, in een stijl die invloed van Teotihuacán, de Tolteken en de Maya's suggereert. Waarschijnlijk diende Xochicalco als verzamelplaats voor artiesten uit heel Meso-Amerika.
Andere monumenten zijn tempels, paleizen, balspeelvelden, baden, altaren en een grot met trappen erin uitgehakt. Er bevinden zich nog drie vrijstaande stèles, andere stèles uit Xochicalco bevinden zich in musea.

## Moderne geschiedenis
De ruïnes werden voor het eerst beschreven door Antonio Alzate in 1777 en Alexander von Humboldt publiceerde in 1810 de eerste illustraties. De tempel van de gevederde slang werd in 1910 hersteld door de archeoloog Leopoldo Batres en van de jaren 40 tot de jaren 60 werden verdere opgravingen en herstelwerkzaamheden ondernomen.
In 1962 werden de activist Rubén Jaramillo en zijn familie nabij Xochicalco om het leven gebracht.
In 1999 is Xochicalco opgenomen in de Werelderfgoedlijst van de UNESCO.
Agavelandschap en oude industriële faciliteiten van Tequila · Hydraulisch systeem van het aquaduct van Padre Tembleque · Oude Mayastad en beschermde tropische regenwouden van Calakmul, Campeche · Historische versterkte stad Campeche · Precolumbiaanse stad Chichén Itzá · Centrale Universiteitsstadscampus van de Nationale Autonome Universiteit van Mexico · Biosfeerreservaat El Pinacate y Gran Desierto de Altar · El Camino Real de Tierra Adentro · Precolumbiaanse stad El Tajín · Franciscaanse missieposten in de Sierra Gorda van Queretaro  · Historische stad Guanajuato en aangrenzende mijnen · Hospicio Cabañas, Guadalajara · Eilanden en beschermde gebieden in de Golf van Californië · Luis Barragánhuis en -studio · Historisch Centrum van Mexico-Stad en Xochimilco · Vroeg-16e-eeuwse kloosters op de hellingen van de Popocatépetl · Historisch centrum van Morelia · Historisch centrum van Oaxaca en Monte Albán · Precolumbiaanse stad en nationaal park Palenque · Archeologische zone van Paquimé, Casas Grandes · Historisch centrum van Puebla · Historische monumentenzone van Querétaro · Revillagigedo-archipel · Biosfeerreservaat van de monarchvlinder · Rotstekeningen van de Sierra de San Francisco · Beschermde stad San Miguel en het Heiligdom van Jesús de Nazareno de Atotonilco · Sian Ka'an · Precolumbiaanse stad Teotihuacan · Historische monumentenzone van Tlacotalpan · Precolumbiaanse stad Uxmal · Walvisreservaat van El Vizcaíno · Archeologische monumentenzone van Xochicalco · Historisch centrum van Zacatecas · Tehuacán-Cuicatlánvallei: oorspronkelijke habitat van Mesoamerika
- Gemeinsame Normdatei: 4295033-8
- Virtual International Authority File: 246663084